# Chiesa della Natività di Maria (Castelbuono)
La chiesa della Natività di Maria è un edificio religioso di Castelbuono, matrice nuova del paese.

## Storia
Edificata tra la fine del XVI secolo e gli inizi del XVII, palese è il riferimento al culto della Patrona Sant'Anna: la contesa e preziosa reliquia appartenente alla Madre di Maria, giunse in città nel 1454.
Crollata in seguito ai terremoti che interessarono il circondario nel 1818, '19 e '23 fu riedificata nel 1830 senza la cupola originale, previa demolizione dei due campanili, danneggiati dagli sciami sismici, mantenendo le parti superstiti. Il complesso architettonico ricostruito si presenta in stile neoclassico.

## Descrizione
L'interno a croce latina è suddiviso in tre navate sorrette da dodici colonne in pietra, rivestite di stucco. Possiamo ammirare gli stucchi che rivestono le quattro colonne dei due altari del transetto, caratteristici dell'arte dei Serpotta, mentre gli angeli del frontone della cupola, sull'arco trionfale, appartengono alla mano di Vincenzo Messina. La grande croce in legno (1400) è forse opera di Pietro Ruzzolone. Opera di scuola antonelliana è il trittico di struttura tardo-gotica con influssi fiamminghi e proveniente dalla chiesa di Sant'Antonio Abate. Raffigura la Madonna, Sant'Antonio Abate e Sant'Agata; in alto l'Ecce Homo con l'Annunziata e l'arcangelo Gabriele; nella predella le scene del Martirio di Sant'Agata, del Fuoco di Sant'Antonio e della Natività.
Il tesoro proveniente dalla Matrice Vecchia è ricco di opere, fra cui l'ostensorio di Bartolomeo Tantillo del XVI secolo. Nella sacrestia una portantina settecentesca, con le miniature di Giuseppe Velasquez, a cui è attribuita anche una tela, raffigurante una Deposizione del XVIII secolo.
Sulle navate laterali troneggiano diversi altari con tele provenienti anche da altri luoghi di culto cittadini, particolare è la tela raffigurante San Giuseppe che sembra riproporre un'allegra passeggiata del Santo con Gesù Bambino in un lussureggiante paesaggio.
Sulla navata destra, sia per la cappella del Crocifisso o dell'Addolorata. nella Cappella un Crocifisso del 1768 è incastonato in un artistico reliquiario che copre l'intera parete con cento vetri reliquiari. Sotto l'altare è custodito il corpo di San Pio Martire giunto da Roma nel 1772. nella cappella si affaccia la nicchia in cui è custodita l'urna con le Reliquie del Beato Guglielmo. Sempre nella cappella è da notare la tela raffigurante San Giuseppe Agonizzante.
- Cappella del Santissimo Sacramento: ubicata in fondo alla navata destra. Ambiente raffinato ed elegante risalente al 1600. Gli stucchi sono un vero trionfo inneggiante all'eucaristia, anche le due tele si ispirano allo stesso tema: San Luigi Gonzaga che riceve la comunione dal cardinal Bellarmino e Gesù Cristo che comunica la Vergine Maria, dipinti attribuiti a Gaetano Mercurio.

L'opera più interessante e preziosa è senza dubbio il maestoso tabernacolo e il sovrastante ciborio, un vero trionfo di intarsi, reliquiari e argenti ripartiti su più piani.
- Cappella dell'Immacolata Concezione:, l'ambiente custodisce un'immagine della Madonna Immacolata e i riquadri di tela raffiguranti Ester, Giuditta, David e San Giovanni Evangelista attribuiti a Gaetano Mercurio.

Di squisita fattura anche le antiche statue raffiguranti San Sebastiano, San Rocco, San Vito, Cristo Trionfante opere di Filippo Quattrocchi. Notabile il Crocifisso di scuola bizantina.
Nella chiesa si trovano due organi a canne, entrambi costruiti da Pasquale Pergola e a trasmissione meccanica: quello maggiore si trova su cantoria lungo la parete destra della navata centrale, risale al 1837 e dispone di 10 registri; dietro l'altare vi è un organo positivo del 1823, a 4 registri.

## Opere
- XIX secolo, Madonna del Lume, olio su tela, opera custodita nella penultima cappella della navata sinistra, dipinto realizzato da Tommaso Pollace.